# Eulithis flavicata
Eulithis flavicata är en fjärilsart som beskrevs av Schneider 1907. Eulithis flavicata ingår i släktet Eulithis och familjen mätare. Inga underarter finns listade i Catalogue of Life.